# Med nyförälskad hand
Med nyförälskad hand är en sång skriven av Niklas Strömstedt. Den finns med på hans studioalbum Du blir du jag blir jag (2001), men utgavs också som singel samma år.
Singeln gavs ut på CD med en instrumentalversion av låten som B-sida. Den producerades av Martin Hansen och Mikael Nord Andersson.
Med nyförälskad hand tog sig inte in på Svenska singellistan, men låg en vecka på Svensktoppens tiondeplats i februari 2001.

## Låtlista
1. "Med nyförälskad hand" – 3:53
2. "Med nyförälskad hand" (instrumentalversion) – 3:53